# Hyundai Tiburon
O Hyundai Tiburon ou Hyundai Coupé é uma linha de carros coupé esportivo da Hyundai. O nome Tiburon é usado nos Estados Unidos, Canadá, Nova Zelândia, Austrália, África do Sul e Áustria. O Hyundai Coupe é a denominação para o mercado mundial.

## Modelo 2007

### Ficha técnica
- Motor: 1.6 16v CVVT 118cv / 2.0 16v CVVT 144cv / 2.7 V6 CVVT 167cv
- Caixa de velocidades: 5 / 6 velocidades manual / 4 velocidades automáticas
- Medidas:
  - Pneus: 215/45 R17
  - Distância entre os eixos: 2,530 mm
  - Comprimento: 4,395 mm
  - Largura: 1,760 mm
  - Altura: 1,490 mm
- Peso: 1,740 kg
- Consumo de combustível: De 7.6 a 10.4 l/100 km
- Capacidade do depósito(l): 55 litros

## Galeria
- Primeira geração (1996-2001)
- Segunda geração (2002-2008)